# Stanhopea reichenbachiana
Stanhopea reichenbachiana är en orkidéart som beskrevs av Benedict Roezl och Heinrich Gustav Reichenbach. Stanhopea reichenbachiana ingår i släktet Stanhopea och familjen orkidéer. Inga underarter finns listade i Catalogue of Life.

## Bildgalleri

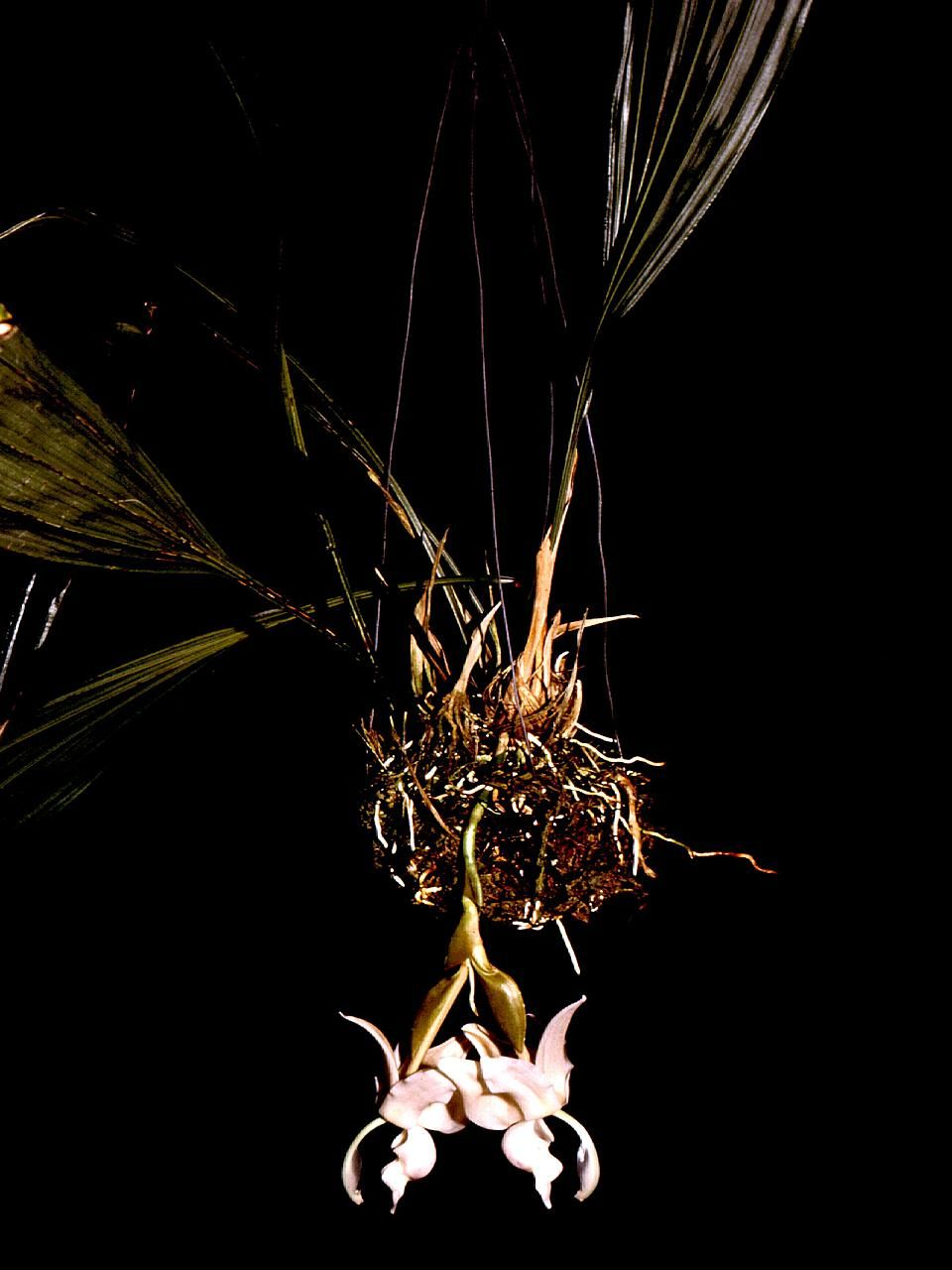
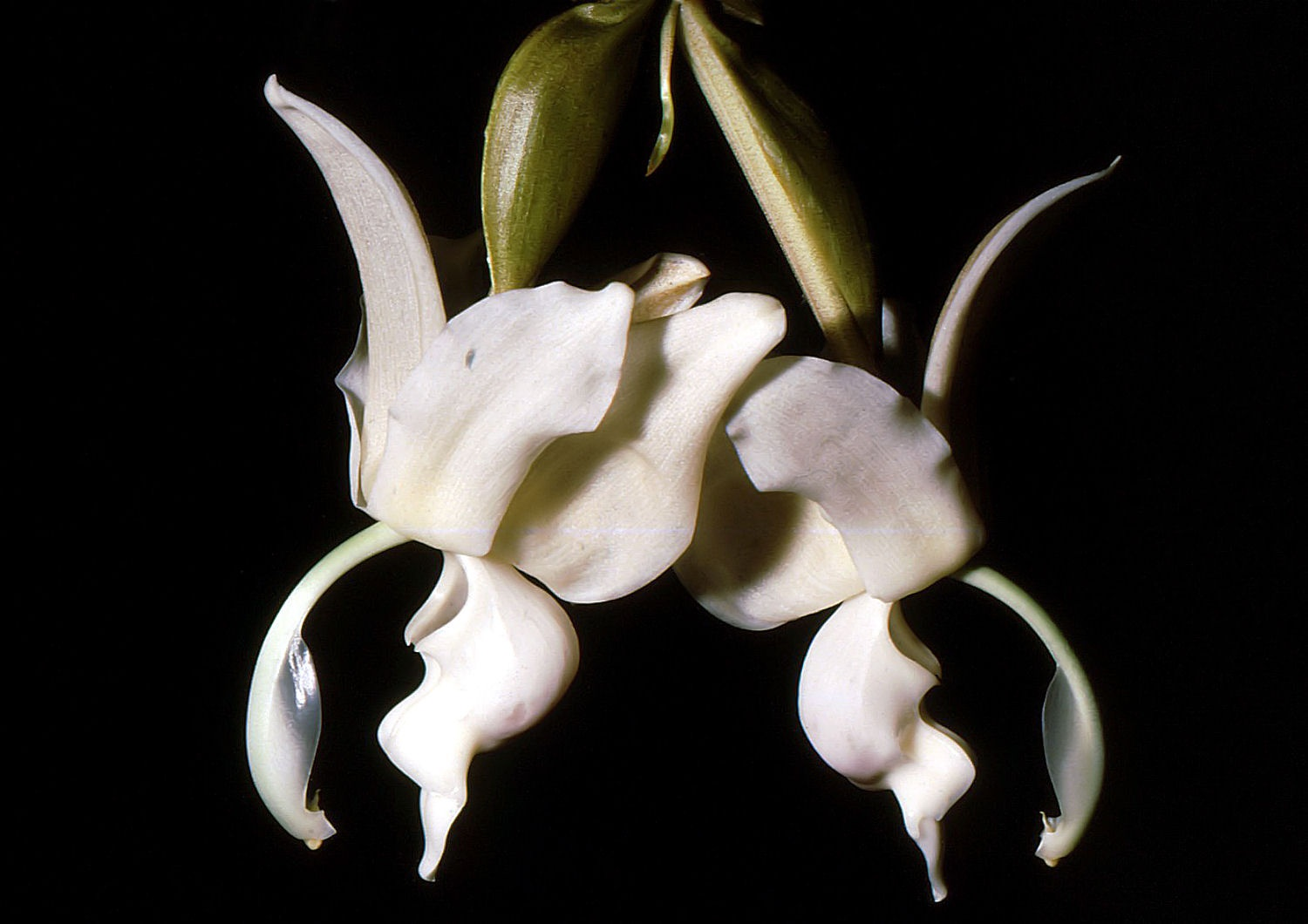